# Face
Face (do termo latino facie[carece de fontes?]), também conhecida como cara, ou rosto, é a parte frontal da cabeça, onde se encontram o nariz, olhos, boca, bochechas etc.

## Musculatura

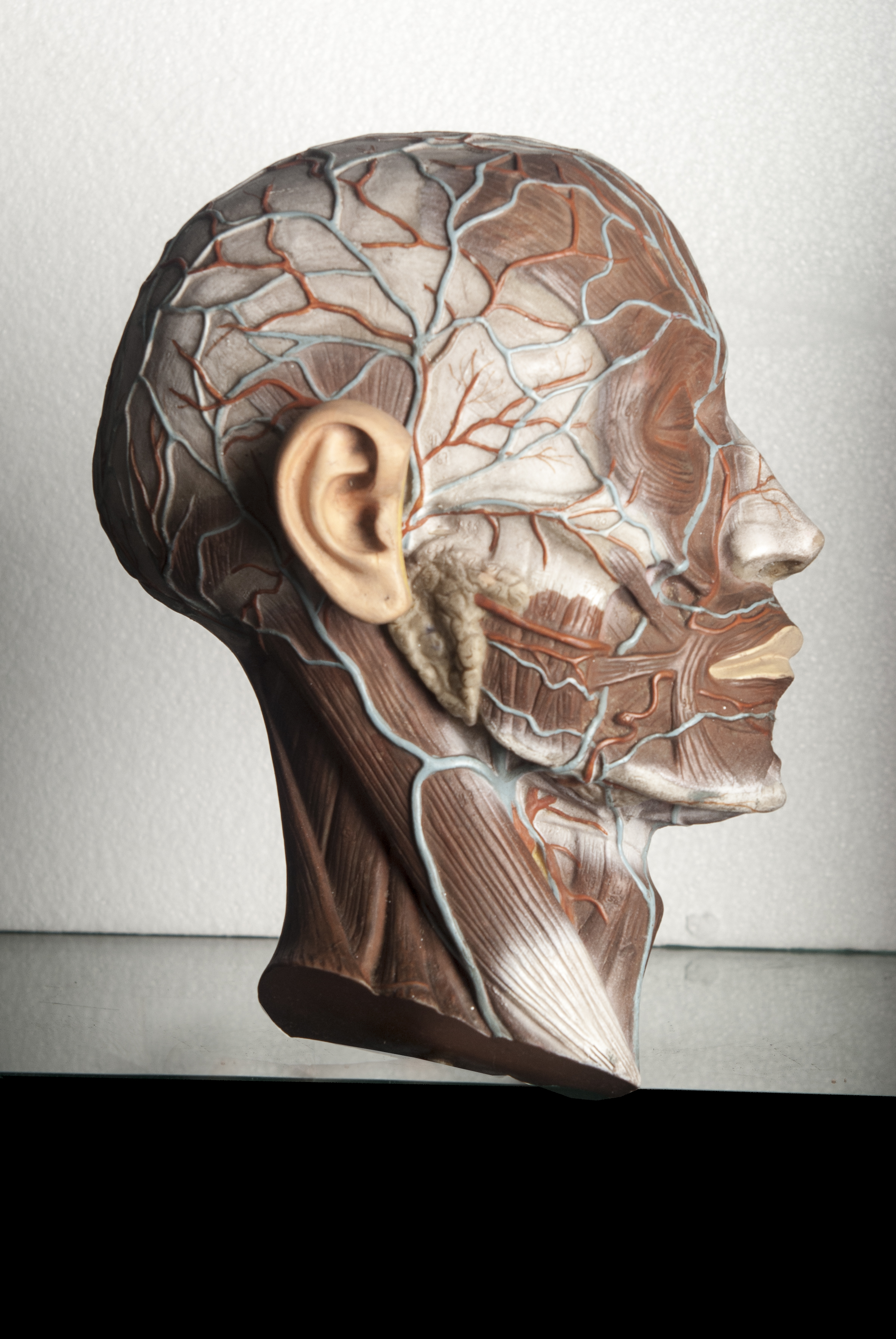
Modelo didático da face humana.

A face humana possui diversos músculos, cada um deles com uma ou mais funções. Na orelha, localizam-se os músculos denominados "auricular anterior, auricular Superior e auricular Posterior", que podem ser resumidos como "Músculos auriculares". Na boca, se encontram os músculos zigomáticos maior e menor, que têm função de ajudar na movimentação da boca, os levantadores do lábio superior, que possuem função de movimentar o lábio para cima, o bucinador, que atua na mastigação e movimenta as bochechas, o Orbicular da boca, que fecha os lábios, entre outros. No nariz, encontram-se os músculos:
- Nasal[1] — possui a única função de dilatar as narinas[2] e é dividido em duas partes, cuja parte transversal se encontra acima da Maxila e ao lado da fossa incisiva, e a parte Alar se localiza na asa do nariz.[1]

- Prócero[2] — possui a função de agir na parte frontal da face[2] e se encontra na fáscia que envolve a parte inferior do osso nasal e na parte superior da cartilagem nasal lateral.[1]

- Depressor do septo[2] — possui a função de contrair as narinas[2] e se encontra na fossa incisiva da maxila.[1]

Além desses músculos, ainda existem os músculos das pálpebras, que são o 'orbicular dos olhos', que é dividido em três partes: a orbital, a lacrimal e a palpebral, e tem a função de fechar as pálpebras, o 'corrugador do supercílio', que tem a função de tracionar a sobrancelha e o 'Levantador da pálpebra superior', que tem a função de abrir os olhos.

### Expressão de sentimentos

Representação da alegria

A face pode representar puberdade sentimentos como quando seus músculos se movimentam para determinada direção ou se contraem. Os músculos do terço que se encontram na parte superior da face, como os corrugadores e os procerus, são os que realizam os movimentos para representar sentimentos considerados negativos. Exemplos de músculos que expressam sentimentos são o 'corrugador do supercílio', que realiza a expressão de sofrimento; o 'depressor do lábio inferior', que realiza a expressão de ironia e o 'depressor do ângulo da boca', que realiza a expressão de tristeza. Pessoas com a doença de Parkinson não conseguem representar sentimentos na face, porque seus músculos são muito rígidos[carece de fontes?].

## Evolução
Pesquisadores que usando fósseis foram capazes de observar como os rostos evoluíram ao longo do tempo, desde espécies de hominídeos extintos que caminharam na Terra milhões de anos atrás, até neandertais, até as únicas espécies remanescentes de hominídeos - Homo sapiens, ou humanos.  Estudos sugeriram que a evolução do rosto humano pode ter sido parcialmente motivada por nossa necessidade de ter boas habilidades e relações sociais. O estudo traça mudanças na evolução da face desde os primeiros hominídeos africanos até o surgimento da moderna anatomia humana. Rostos humanos evoluíram não apenas devido a fatores como dieta e clima, mas possivelmente também para fornecer mais oportunidades para o gesto e comunicação não-verbal.
O rosto humano foi em parte formado pelas exigências mecânicas da alimentação e nos últimos 100 anos nossa face ficou menor à medida que nossa capacidade de desenvolver e processar alimentos provocou uma menor necessidade de morder. Esse processo de encolhimento facial tornou-se particularmente marcado desde a revolução agrícola, quando passamos de caçadores-coletores a agricultores e, depois, a morar em cidades - estilos de vida que levavam a alimentos cada vez mais processados e menos esforço físico.
Durante aproximadamente 3,5 milhões de anos, a face humana sofreu várias mudanças, como a alteração gradual do seu ângulo, que quase alcançou uma posição perpendicular. Durante a evolução dos hominídeos, a face era menor que a caixa craniana e vertical. Nos primatas do gênero Australopithecus, a face era de formato côncavo e a arcada supraciliar era pronunciada. A face dos Cro-Magnon é plana.

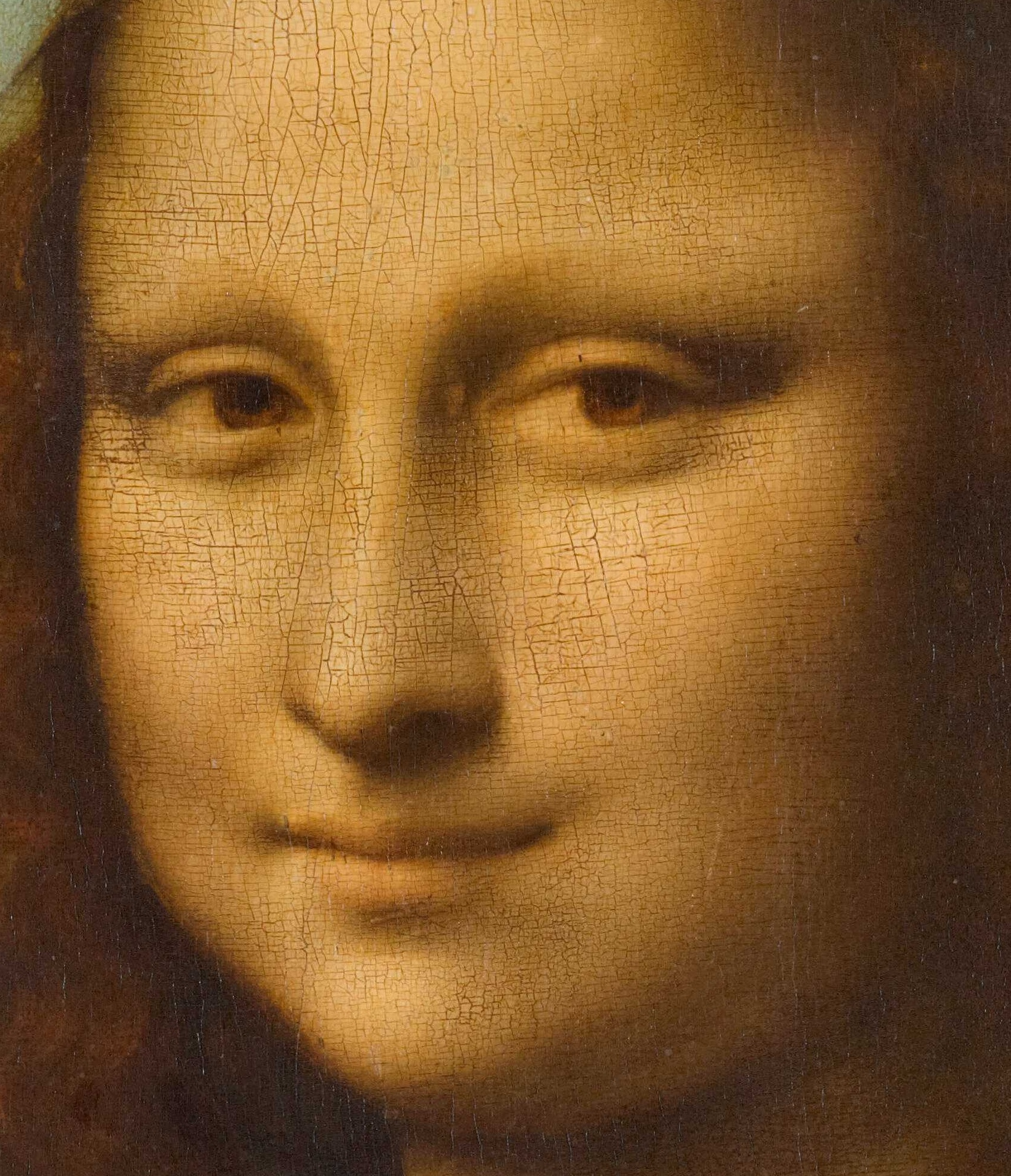
A face de Mona Lisa, uma das mais reconhecidas no mundo

## Danos
Nos papagaios, quando ocorre uma fratura no bico, precisa-se reconstituir a anatomia da face inteira, pois fraturas tanto no bico quanto na face são graves e podem acabar comprometendo a mastigação deles. Dois dos sintomas de doenças respiratórias nessas aves é a perda de penas ao redor da face e os seios nasais (que se encontram na face) ficarem inchados. Em 2009, foi relatado um caso de doença granulomatosa crónica na face de um ser humano de 21 anos, causando a presença de pápula eritematosas amareladas e cicatrizes puntiformes atróficas na face.

## Na Geometria
Na geometria, "face" se refere a uma forma criada com base na ligação de no mínimo 3 arestas. Num cubo, por exemplo, cada lado é uma face (incluindo a base).